# Waschgrube (Ahorn)
Waschgrube ist ein Wohnplatz auf der Gemarkung des Ahorner Ortsteils Buch am Ahorn im Main-Tauber-Kreis im Nordosten Baden-Württembergs.

## Geographie

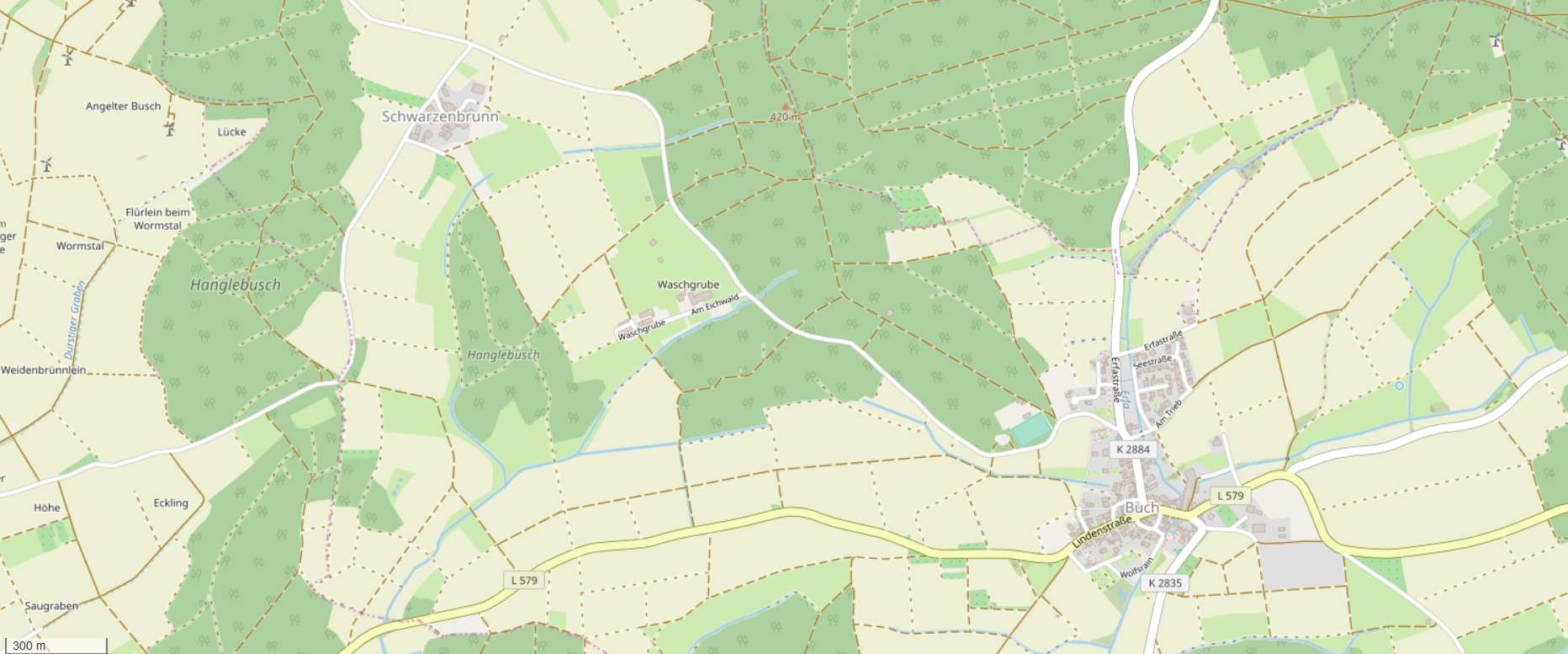
Lage von Waschgrube

Waschgrube liegt etwa 1,5 Kilometer nordwestlich von Buch am Ahorn und etwa ein Kilometer südöstlich von Schwarzenbrunn.
Der am Wohnplatz entspringende Kernbach entwässert den Ort, bevor er vor Gerichtstetten von rechts in die Erfa mündet.

## Geschichte
Der Wohnplatz Waschgrube kam als Teil der ehemals selbstständigen Gemeinde Buch am Ahorn am 1. Dezember 1971 zur neuen Gemeinde Ahorn.

## Verkehr
Waschgrube ist über einen von der L 579 (Lindenstraße) abzweigenden Wirtschaftsweg zu erreichen. Ein von der K 2884 (Erfastraße) in Buch am Ahorn abzweigender Wirtschaftsweg führt ebenfalls nach Waschgrube sowie nach Schwarzenbrunn.